# 部件工具箱

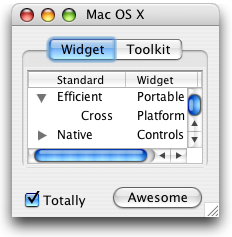
macOS上的SWT窗口

部件工具箱（英語：widget toolkits）亦称为GUI工具箱（英語：GUI toolkits），在程序设计中指的某些基本的GUI的构件元素的集合。他们一般以库或者应用程序框架的形式出现。

## 成功因素
一套部件工具箱是否有广大的使用人群，与以下几个因素有关：支持的操作系统是否多样，支持的操作系统市场占有率是否大，使用是否方便，是否有良好的「所见即所得」（WYSIWYG）的开发工具支持，是否有经济实力的雄厚的大公司支持等等。

## 流行的部件工具箱

### 低级部件工具箱
- 操作系统中集成的:

- Mac OS工具箱，或Macintosh API，原来是位于ROM中，但在"new world" Macs中，是放在硬盘上，在Mac OS X中的新版工具箱称为Carbon。
- Windows中使用的Windows API

- 与操作系统分离的:
  - X Window System包含了许多基本的构架块，但通常需要通过Motif、GTK+或者Qt来使用
  - Amiga OS的Intuition库原来在Amiga的Kickstart ROM中， 从Amiga OS 2.0起，这个库也被放到了硬盘上，这样第三方软件可以对其进行修改。

### 高级部件工具箱
- Apple Macintosh上：
  - Cocoa，用于Mac OS X，另见Aqua (GUI)
  - MacApp（英语：MacApp），Macintosh构架（framework）
  - MacZoop，Macintosh C++ 构架
  - PowerPlant（英语：PowerPlant），Macintosh构架
- Microsoft Windows上:
  - Microsoft Foundation Classes（MFC），在微软Windows平台下被广为使用，是Windows API的外包（wrapper），不是一个单独的工具集；
  - Object Windows Library，Borland公司推出的MFC替代品，该构架也是Windows API的外包，不是单独的工具集。
  - Visual Component Library（英语：Visual Component Library）（VCL）：Borland公司的工具集，用于其产品C++ Builder以及Delphi，也是Windows API的一个外包，不是单独的工具集。
  - Windows Forms：.NET的库类集，可进行GUI控制。
- 在Unix上，基于X Window系统:
  - Xaw，雅典娜工程中针对X Window System的部件集。
  - Motif，用于Common Desktop Environment。
  - Lessti（英语：Lessti），Motif的开源（LGPL）版本。
- 跨平台，基于SVG:
  - airWRX （页面存档备份，存于）运行于闪存盘的程序框架，可以将PC主机，或者其他附近的主机，转入多屏幕web-like数字工具区（digital workspace）。
- 跨平台，基于Java:
  - Abstract Windowing Toolkit（AWT），用于Java程序，通常在选定的平台下运行另一个工具集。
  - Swing，在Sun Microsystems的新版Java中，作为AWT的替代品。
  - Standard Widget Toolkit（SWT），Java的本地部件工具集，是Eclipse项目的一部分。SWT运行相应平台下的部件工具集（如Windows API，或者GTK+）。
- 跨平台，基于C或者C++，也经常与其他编程语言绑定:
  - Tk，Tcl以及其他高级脚本语言用到的工具集（在Python中的接口是Tkinter）。
  - GTK+，开源软件（LGPL），主要针对X Window System，其他平台下有移植或模拟；GNOME桌面环境中使用。
  - Qt，开源软件（LGPL或GPL），可用于Unix/Linux（X Window中）、MS Windows、Mac OS X、Windows CE以及Embedded Linux；在这些平台下，也有商业版本；用于KDE桌面环境。如要使用Qt工具編寫而不遵守LGPL，則要購買商業授權。
  - CLX（Component Library for Cross-platform，用于跨平台的组件库），用于Borland的Delphi、C++ Builder以及Kylix，以构建跨平台的应用程序。基于Qt，编程接口包装得类似于VCL工具集。
  - wxWidgets（以前是wxWindows），开源软件（LGPL），针对C++、Python以及Perl的跨平台工具集。
  - FOX toolkit（英语：FOX toolkit），开源软件（LGPL），跨平台。
  - FLTK，开源软件（LGPL），跨平台工具集，特点是小而快。
- Lazarus（Free Pascal的Delphi）的引擎：
  - LCL，针对GTK 1.2 and win32（GTK2尚在开发中）的类工具集。
- Amiga OS上：
  - BOOPSI（英语：BOOPSI）（Basic Object Oriented Programming System for Intuition），OS 2.0时引入，增强的Intuition含有一个类系统，其中每个类都可表示一个单独的部件，或描述一个接口事件。这导致一场革新，第三方开发员可以在各自的类系统中加以实现。可以在任何级别，针对Amiga进行面向对象编程。
  - MUI（Magical User Interface，神奇用户接口）：Amiga的部件类系统。
  - ClassAct（英语：ClassAct）：Amiga的另一种部件类系统，AmigaOS 3.9时开始发展，4.0是进入GUI反应。
  - ReAction：ClassACT系统的进化版。

### 未分类
- GNUstep
- WINGs WINGs Is Not GNUstep
- MetaCard